# Indokina
 Der er for få eller ingen kildehenvisninger i denne artikel, hvilket er et problem. Du kan hjælpe ved at angive troværdige kilder til de påstande, som fremføres i artiklen.

Navnet Indokina bruges både i en bredere og en snævrere betydning.
I den brede betydning er det synonymt med Bagindien og betegner det sydøstasiatiske område, der groft sagt ligger øst for Indien og syd for Kina, dvs. Burma, Thailand, Laos, Cambodja, Vietnam, det kontinentale Malaysia og Singapore. Tidligere medregnedes også den kinesiske Yunnan-provins, der kulturelt og sprogligt minder om Thailand og Laos.
I den snævre betydning dækker det alene det tidligere Fransk Indokina og dækker Laos, Cambodia og Vietnam. Ordet stammer fra det franske Indochine og anvendtes første gang af den dansk-franske geograf Conrad Malte-Brun (i den brede betydning).

## Historie
Det sydlige Vietnam (Cochinkina) blev fransk koloni i 1862, og det samme skete for Cambodja i 1863. Frankrig vandt det nordlige og centrale Vietnam (områderne Tonkin og Annam) fra Kina i den fransk-kinesiske krig 1881-1885. Indokina blev dannet af disse områder i 1887. Laos blev udskilt fra Thailand og indlemmet i Indokina 1893.
Under 2. verdenskrig gav Vichy-regeringen i Frankrig i september 1940 adgang for Japan til at angribe Kina fra Vietnam, men Indokina forblev formelt under fransk styre indtil 9. marts 1945, hvor Japan gennemførte en egentlig besættelse, som varede ind til Japans overgivelse i august 1945.
Efter verdenskrigen forsøgte Frankrig at genvinde magten men kom i konflikt med Viet Minh, en organisation af vietnamesiske kommunister under ledelse af Ho Chi Minh, som USA havde støttet under modstandskampen mod Japan. Ho erklærede Vietnam selvstændigt 2. september 1945, men inden udgangen af september genvandt en fælles britisk, fransk og indisk styrke med tvungen hjælp fra japanske krigsfanger kontrollen. Men kampene fortsatte, og i 1950 proklamerede Ho igen et selvstændigt Vietnam, som blev støttet af Kina og Sovjetunionen.
Krigen med Frankrig sluttede i marts 1954, hvor Indokina officielt blev opløst. Vietnam deltes i Nordvietnam under kommunistisk Viet Minh-kontrol og Sydvietnam, som blev støttet af USA, Storbritannien og Frankrig. De to Vietnamer kom i krig mod hinanden fra 1959. Laos og Cambodja blev også selvstændige i 1954, men begge lande blev draget med ind i Vietnamkrigen.